# Poliopastea
Poliopastea är ett släkte av fjärilar. Poliopastea ingår i familjen björnspinnare.

## Dottertaxa tillPoliopastea, i alfabetisk ordning[1]
- Poliopastea albitarsia
- Poliopastea alesa
- Poliopastea anthracina
- Poliopastea apollinarei
- Poliopastea attilis
- Poliopastea auripes
- Poliopastea caurensis
- Poliopastea chrysotarsia
- Poliopastea clavipes
- Poliopastea coelebs
- Poliopastea cyanescens
- Poliopastea cyllarus
- Poliopastea eacus
- Poliopastea errans
- Poliopastea esmeralda
- Poliopastea evelina
- Poliopastea hamsoni
- Poliopastea hesione
- Poliopastea indistincta
- Poliopastea jalapensis
- Poliopastea laciades
- Poliopastea laconia
- Poliopastea lamprosoma
- Poliopastea maroniensis
- Poliopastea mirabilis
- Poliopastea misitra
- Poliopastea nigritarsia
- Poliopastea nordina
- Poliopastea nox
- Poliopastea obscura
- Poliopastea ockendeni
- Poliopastea plumbea
- Poliopastea pusilla
- Poliopastea splendida
- Poliopastea sura
- Poliopastea trinitatensis
- Poliopastea vittata
- Poliopastea xantholopa